# Калим-Ускан
Калим-Ускан — скала, расположенная в Ишимбайском районе Башкортостана Российской Федерации, в 4,5 км к юго – юго-востоку от села Макарово. Место туризма.
Горная гряда Кызылташ, где находится скала Калим-Ускан, вместе с расположенной в ней пещерой Салавата Юлаева, с 1985 года была объявлена памятником природы.  Ныне упразднён.
Расположен в 4,5 км к юго – юго-востоку от села Макарово.

## Название
Название исходит из легенды, что в старину с этой скалы сбросился не познавший ответной любви юноша по имени Калим (Калим-оскан в переводе с башкирского: Калим-сбросился).

## Особенности
Рядом со скалой есть популяции редких видов растений (пырей отогнутоостый, шиверекия подольская, астрагал Клера, примула кортузовидная и др.). Также растут остепнённые сосняки.

## Туризм
Скала Калим-Ускан и водопад Кук-Караук являются популярным туристическим маршрутом. На скале тренируются скалолазы, проложены трассы разной сложности, проводятся соревнования.